# Hennigmyia setinervis
Hennigmyia setinervis är en tvåvingeart som först beskrevs av Stein 1913.  Hennigmyia setinervis ingår i släktet Hennigmyia och familjen husflugor. Inga underarter finns listade i Catalogue of Life.